# Iara (Vangaindrano)
Iara est une commune urbaine malgache située dans la partie centre de la région d'Atsimo-Atsinanana.